# Christian Gottlob Neefe
Christian Gottlob Neefe (Chemnitz, 5 de fevereiro de 1748 – Dessau, 26 de janeiro de 1798) foi compositor, organista da corte no arcebispado de Colónia, cravista e mestre de capela na Alemanha no final do período denominado classicismo (século XVIII).